# The Old Man and the Pond
The Old Man and the Pond (también conocida como A Father’s Legacy) es una película de drama de 2020, dirigida por Jason Mac, que a su vez la escribió, musicalizada por Jeffery Alan Jones, en la fotografía estuvo John Carrington y los protagonistas son Tobin Bell, Jason Mac y Rebeca Robles, entre otros. El filme fue realizado por Pondhouse Productions y Forever Safe Productions, se estrenó el 15 de octubre de 2020.

## Sinopsis
Trata sobre un joven que se pone como objetivo localizar al padre que jamás vio.